# Jorge Jáuregui Lorda
Jorge Rubén Jáuregui Lorda (2 de marzo de 1932 - 16 de agosto de 1990) fue un político argentino perteneciente a Nueva Fuerza y a la UCeDe. Fue comisionado de Brandsen, entre 1976 y 1979, durante la última dictadura militar.

## Biografía
Jorge Rubén Jáuregui Lorda nació el 2 de marzo de 1932 en Capital Federal, siendo hijo de Antonio Jáuregui Lorda y de Rosa Ibarguren. En 1956 se graduó como Contador Público Nacional y, en 1961, se instaló en Brandsen para ejercer su profesión y para administrar un tambo, que era propiedad de su padre. En 1962, junto a su socio Denis Torry, fundó la empresa Agrosur S.A, dedicada a la venta de maquinaria agrícola. También se desempeñó como docente de Contabilidad en la Escuela Secundaria Nº1 de Brandsen.
En octubre de 1956 contrajo matrimonio con Noemí Gladys Federico, con quién fue padre de 3 hijos: Eduardo, Fabián y Alejandra.

### Actividad política
Durante su juventud perteneció a las filas del radicalismo, aunque a inicios de la década de 1970 se integró Nueva Fuerza, partido de centroderecha liderado por Álvaro Alsogaray. En 1976, y en el marco de la última dictadura militar, fue designado por el Poder Ejecutivo Provincial como comisionado de Brandsen, cargo que ejerció hasta 1979, cuando fue reemplazado por Luis Beconi.
Posteriormente, y siguiendo la carrera de Alsogaray, se unió a la UCeDE, siendo presidente de la Junta Distrital de dicho partido. Luego de sufrir una prologada enfermedad, falleció el 16 de agosto de 1990, en Brandsen.